# Rudolph Glacier (glaciär i Antarktis, lat -64,89, long -62,41)
Rudolph Glacier är en glaciär i Antarktis. Den ligger i Västantarktis. Argentina, Chile och Storbritannien gör anspråk på området. Rudolph Glacier ligger 937 meter över havet.
Terrängen runt Rudolph Glacier är kuperad söderut, men norrut är den bergig. En vik av havet är nära Rudolph Glacier åt nordväst. Trakten är obefolkad. Det finns inga samhällen i närheten. 